# Gerardo Mello Mourao
Gerardo Mello Mourão (n. 8 ianuarie 1917, Ipueiras⁠(d), Ceará, Brazilia – d. 9 martie 2007, Rio de Janeiro, Rio de Janeiro, Brazilia) a fost un poet brazilian, scriitor de ficțiune, politician, jurnalist, traducător, eseist și biograf, considerat o figură - cheie atât pentru epopeea națională, cât și pentru toată literatura de limbă portugheză. Mello Mourão a fost premiat pe scară largă, concurând chiar și pentru Premiul Nobel pentru literatură prin nominalizare de la Universitatea de Stat din New York.

## Biografie
Cele mai cunoscute lucrări ale sale sunt Invenția mării, cu care a câștigat Premiul Jabuti și trilogia Os Peãs. În ceea ce privește această trilogie, Ezra Pound a comentat: "În toată lucrarea mea, ceea ce am încercat a fost să scriu epopeea Americii. Cred că nu am reușit. Poetul din O País dos Mourões" a făcut-o. Mourão a fost lăudat și recunoscut de nume precum Jorge Luis Borges, Carlos Drummond de Andrade, Antonio Houaiss, Nélida Piñon, Alfredo Bosi, Dora Ferreira da Silva și Antônio Cândido.
Zu seinen bekanntesten Werken gehören Invenção do Mar: Carmen sæculare (1997) und Os Peãs (1982). Er war auch bekannt für seine Beschäftigung mit ideologischen Bewegungen des 20. Jahrhunderts wie Faschismus und Kommunismus. Aus diesem Grund wurde Mourao 18 Mal festgenommen. Er wurde auch im Gefängnis gefoltert.
Viața sa privată a fost marcată de numeroase închisori, având în vedere implicarea sa în mișcările ideologice ale secolului XX. În tinerețe, el a aderat la integralism și a fost ulterior acuzat că a colaborat cu comunismul. În timpul dictaturii lui Getúlio Vargas, Mello Mourão a fost arestat de 18 ori. În perioada dictaturii militare braziliene, a fost dus la o anchetă și torturat, de această dată sub acuzația de a contribui la comuniști.
Poezia lui Mourao fi clasificată ca un experiment poetic, inserat într-un gen de expresie lirică. Poezia GMM se caracterizează printr-un dialog constant cu elemente ale canonului occidental legate de epic, în conformitate cu Ezra Pound, Fernando Pessoa și Walt Whitman. Cu toate acestea, lucrarea nu poate fi clasificată strict epic, întrucât nu folosește forma normativă a epopeilor clasice. De aici și caracterul fundamental  modernă al poeziei lui Mourão.

## Poezie
- Poesia do homem só (Rio de Janeiro: Ariel Editora, 1938)
- Mustafá Kemel (1938)
- Do Destino do Espírito (1941)
- Argentina(1942)
- Cabo das Tormentas (Edic̜ões do Atril, 1950)
- Três Pavanas (São Paulo: GRD, 1961)
- O país dos Mourões (São Paulo: GRD, 1963)
- Dossiê da destruição (São Paulo: GRD, 1966)
- Frei e Chile num continente ocupado (Rio de Janeiro: Tempo Brasileiro, 1966)
- Peripécia de Gerardo (São Paulo: Paz e Terra, 1972) [Prêmio Mário de Andrade de 1972]
- Rastro de Apolo (São Paulo: GRD, 1977)
- O Canto de Amor e Morte do Porta-estandarte Cristóvão Rilke [tradução] (1977)
- Pierro della Francesca ou as Vizinhas Chilenas: Contos (São Paulo: GRD, 1979)
- Os Peãs (Rio de Janeiro: Record, 1982)
- A invenção do saber (São Paulo: Paz e Terra, 1983)
- O Valete de espadas (Rio de Janeiro: Guanabara, 1986)
- O Poema, de Parmênides [tradução] (in Caderno Lilás, Secretaria de Cultura da Prefeitura do Rio de Janeiro: Caderno Rio-Arte. Ano 2, nr. 5, 1986)
- Suzana-3 - Elegia e inventário (São Paulo: GRD, 1994)
- Invenção do Mar: Carmen sæculare (Rio de Janeiro: Record, 1997) Prêmio Jabuti de 1999
- Cânon & fuga (Rio de Janeiro: Record, 1999)
- Um Senador de Pernambuco: Breve Memória de Antônio de Barros Carvalho (Rio de Janeiro: Topbooks, 1999)
- O Bêbado de Deus (São Paulo: Green Forest do Brasil, 2000)
- Os Olhos do Gato & O Retoque Inacabado (2002)
- O sagrado e o profano (Florianópolis: Museu/Arquivo da Poesia Manuscrita, 2002)
- Algumas Partituras (Rio de Janeiro: Topbooks, 2002)
- O Nome de Deus [operă postumă] (în: Confraria 2 anos, 2007)